# Bulwar Haussmanna
Bulwar Haussmanna – jeden z paryskich bulwarów, położony wzdłuż 8 i 9 dzielnicy Paryża. Długość bulwaru wynosi 2,53 km.
Bulwar powstał za czasów wielkiej przebudowy Paryża, którą wykonał Georges-Eugène Haussmann na polecenie cesarza Napoleona III w trakcie trwania II Cesarstwa.
Przy bulwarze znajdują się słynne paryskie domy handlowe: Galeries Lafayette oraz Printemps. Oba domy są jednymi z najbardziej rozpoznawalnych oraz budynkami Paryża tłumnie odwiedzanymi zarówno przez turystów, jak i przez paryżan.
W przeszłości bulwar zamieszkiwało wiele sławnych osobistości, w tym m.in. pisarz i nowelista Marcel Proust (zamieszkiwał bulwar w latach 1906-1919). Bulwar Haussmanna był także miejscem akcji produkcji telewizyjnej Docudrama, której autorem był Alan Bennett. Bulwar oraz życie codzienne jego mieszkańców były także częstym motywem prac francuskiego Impresjonisty Gustave’a Caillebotte’a.